# خوسه ماریا مورلوس

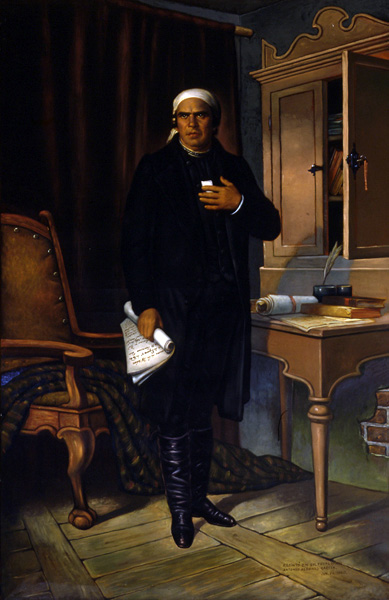
خوزه ماریا مورلوس ، ۱۸۶۵

خوسه ماریا تکلو مورلوس ای پاون (به اسپانیایی: José María Teclo Morelos y Pavón) ‏ (۳۰ سپتامبر ۱۷۶۵ — ۲۲ دسامبر ۱۸۱۵)، کشیش کاتولیک و یکی از رهبران جنبش استقلال مکزیک بود، که پس از اعدام میگل ایدالگو در سال ۱۸۱۱ به دست اسپانیایی‌ها در طول جنگ استقلال مکزیک رهبری این قیام را در دست گرفت.

## زندگی
مورلوس در یک خانواده فقیر آفریقایی-مستیزو در شهر وایادولید (به افتخار او امروزه مورلیا) به دنیا آمد، پدرش خوزه مانوئل مورلوس ی روبلس، یک نجار اهل روستای سیندوریو (Zindurio) در چند کیلومتری باختر وایادولید و مادرش خوانا ماریا گوادالوپه پرز پاون اهل سن خوان باتیستا د آپاسئو (San Juan Bautista de Apaseo)، همچنین در نزدیکی وایادولید بود. در آن زمان وایادولید مرکز اصلی اسقف دولت استعماری میچوآکان بود. این شهر به عنوان "باغ نیابت سلطنت در اسپانیای نو به دلیل رفاه آن شناخته شده بود.
در طول جنگ استقلال مکزیک شهر وایادولید، میچوآکان در ۱۷ اکتبر، ۱۸۱۰ میلادی بدون خشونت به دست استقلال‌خواهان که فرمانده آنان میگل ایدالگو بود افتاد. در تاکامبارو، میچوآکان میگل ایدالگو به سمت ژنرال دست یافت همانطور که ایگناسیو آیینده به سمت کاپیتان ژنرال رسید. میگل ایدالگو در اینداپراپئو به ارتش خود استراحت می‌داد و چند دقیقه قبل از حرکت دوباره به سوی نبرد، مورلوس، که در مورده میگل ایدالگو و پیروزی‌های او شنیده و خوانده بود از راه رسید.
در آن زمان مورلوس در حال خدمت به عنوان یک کشیش در بخش قلمرو کشیش کلیسا کواراکوارو بود. میگل ایدالگو که خود نیز در اصل یک کشیش بود، از این فرصت استفاده کرد و مورلوس را به پیوستن به ارتش فراخواست. مورلوس قبول کرد و از او خواسته شد که به عنوان سرهنگ ارتش استقلال خواه به جنوب برود و به جذب و افزایش نیروهای نظامی بپردازد، همچنین، پس از داشتن ارتشی در دست خود به شهر آکاپولکو٬ گوئررو که یک بندر بازرگانی برای تجارت با فیلیپین بود حمله کند و آن را از دست اسپانیایی‌ها بگیرد.

## جنگ‌ها

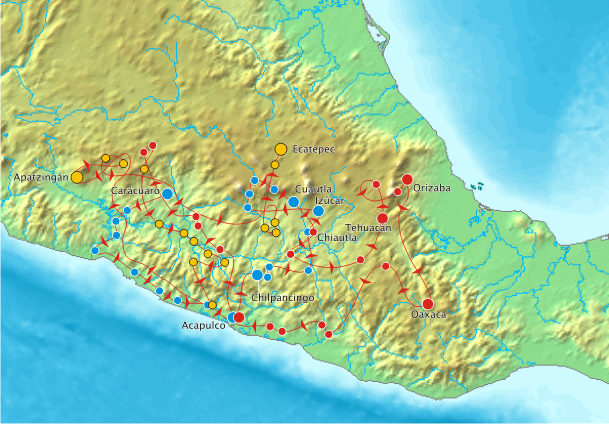
نقشهٔ جنگهای مورلوس در مکزیک

مورلوس خیلی زود نشان داد که او یک استراتژیست با استعداد است، او یکی از بزرگترین فرماندهان نظامی انقلابی جنگ شد. در نه ماه اول خدمت خود، موفق به ۲۲ پیروزی پی در پی شد، او ارتش سلطنتی اسپانیایی را نابود کرد و تقریباً تمام آنچه امروزه دولت گوئررو است را به دست خود گرفت. در ماه دسامبر، او آکاپولکو٬ گوئرروآکاپولکو را برای نخستین بار در دست گرفت. با پیشرفت سریع، او توانست بسیاری از دارایی‌های اسپانیایی‌ها در ساحل اقیانوس آرام در آنچه امروزه میچوآکان و گوئررو است در دست خود بگیرد. او در ۲۴ مه ۱۸۱۱ میلادی شهر چیلپاسینگو و ۲ روز بعد در ۲۶ مه شهر تیکستلا را در دست گرفت.
در دور دوم مبارزهٔ خود، مورلوس ارتش خود را به سه گروه تقسیم کرد، که مهم‌ترین مبارزه در کواوتلا بود. در شب کریسمس ۱۸۱۱ میلادی مردم شهر کواوتلا در زمان ورود مورلوس به شهر به استقبال او آمدند.
در دور سوم مبارزه خود شهرهای در وراکروس و اوآخاکا را نیز در دست خود گرفت.

## مرگ

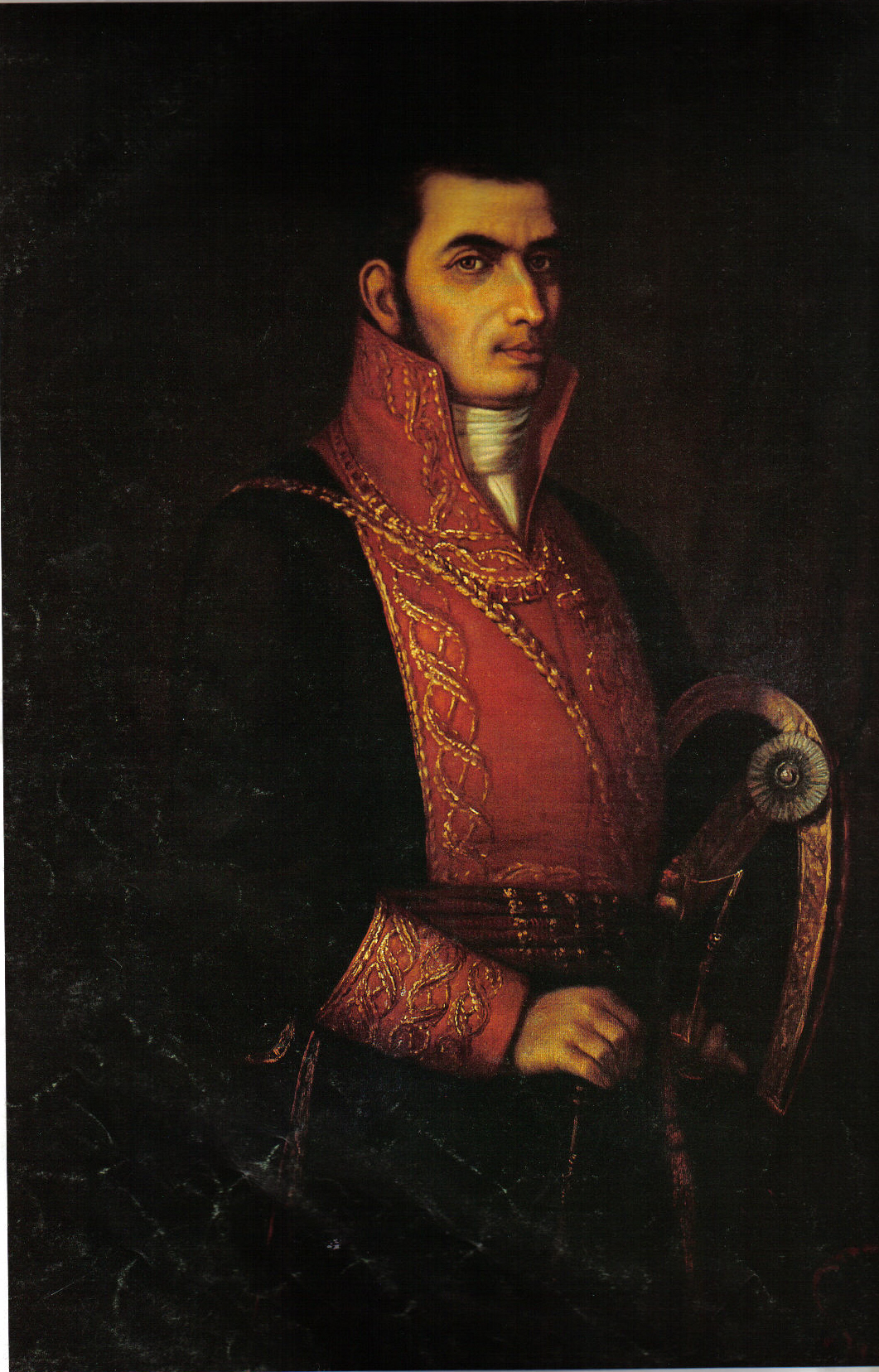
خوسه ماریا تکلو مورلوس ای پاون

مدت کوتاهی پس از آن که مورلوس دور چهارم مبارزه خود را آغاز کرد، در نوامبر سال ۱۸۱۵ میلادی، او در تسمالاکا شکست خورد. او زندانی شد و در زنجیر به شهر مکزیکو سیتی آورد شد. او به خاطر خیانت محاکمه و در تاریخ ۲۲ دسامبر ۱۸۱۵ میلادی در شهر اکاتپک در شمال مکزیکو سیتی اعدام شد. شهر اکاتپک برای جلوگیری از هر گونه واکنش خطرناک عمومی در شهر مکزیکو سیتی انتخاب شده بود.
پس از مرگ او، ستوان خود، ویسنته گوئررو جنگ استقلال را ادامه داد. در سال ۱۸۲۱ میلادی (۱۲۰۰ خورشیدی) جنگ استقلال مکزیک با استقلال این کشور از اسپانیا به پیروزی رسید.

## یادبود
صورت «خوسه ماریا مورلوس» امروزه بر روی اسکناس‌های ۵۰ پزوسی در مکزیک است.
شهر زادگاه او به افتخار مورلوس در ایالت میچوآکان، مورلیا نام‌گذاری شده، همچنین ایالت مورلوس به افتخار این مرد که یک قهرمان ملی در مکزیک به حساب می‌آید نام‌گذاری شده‌است.